# Ambassade d'Australie en Guinée
L'ambassade d'Australie en Guinée est basée à Accra, Ghana. L'Australie n'a pas d'ambassade résidente en Guinée.

## Liste des ambassadeurs australiens accrédités en Guinée depuis l'ambassade au Ghana
| N° | Nom et prénoms      | Début            | Fin      |
| -- | ------------------- | ---------------- | -------- |
| 01 | Bérinice Owen Jones | 11 novembre 2022 | En cours |